# Buching (Gemeinde Haidershofen)
Buching ist ein Ort in der Gemeinde Haidershofen in Niederösterreich.

## Geografie
Buching liegt östlich von Haidershofen nächst der Straße nach Vestenthal. Es unterstand früher der Herrschaft Gleink und verfügte damals über ein kleines Brauhaus. Heute sind Buching, Mosing und Reiterdorf Ortsteile der Ortschaft Haidershofen.

## Geschichte
Im Jahr 1822 wurde der Ort als Rotte mit zehn Häusern genannt, die nach Haidershofen eingepfarrt war, wohin auch die Kinder eingeschult wurden. Die Herrschaften Gleink und Salaberg besaßen die Ortsobrigkeit und übten die Landgerichtsbarkeit aus, die Herrschaft Gleink besorgte die Konskription. Die Untertanen und Grundholde des Ortes gehörten den Herrschaften Vestenthal, Dorf Enns, Gleink, Ramingdorf und Garsten. Laut Adressbuch von Österreich waren im Jahr 1938 in Buching ein Schmied und ein Landwirt mit Ab-Hof-Verkauf ansässig.